# Rhuma
Rhuma là một chi bướm đêm thuộc họ Geometridae.

## Hình ảnh

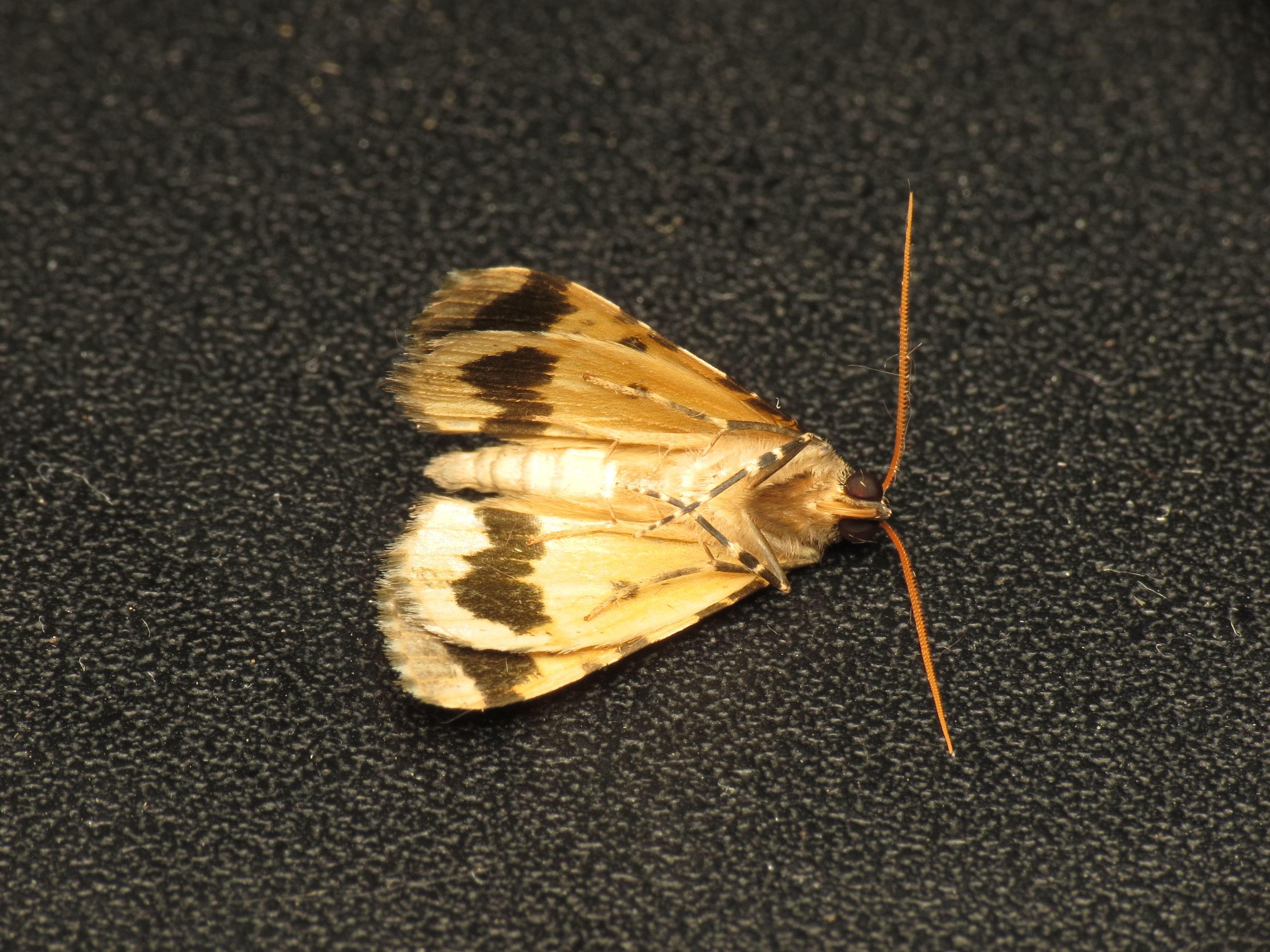
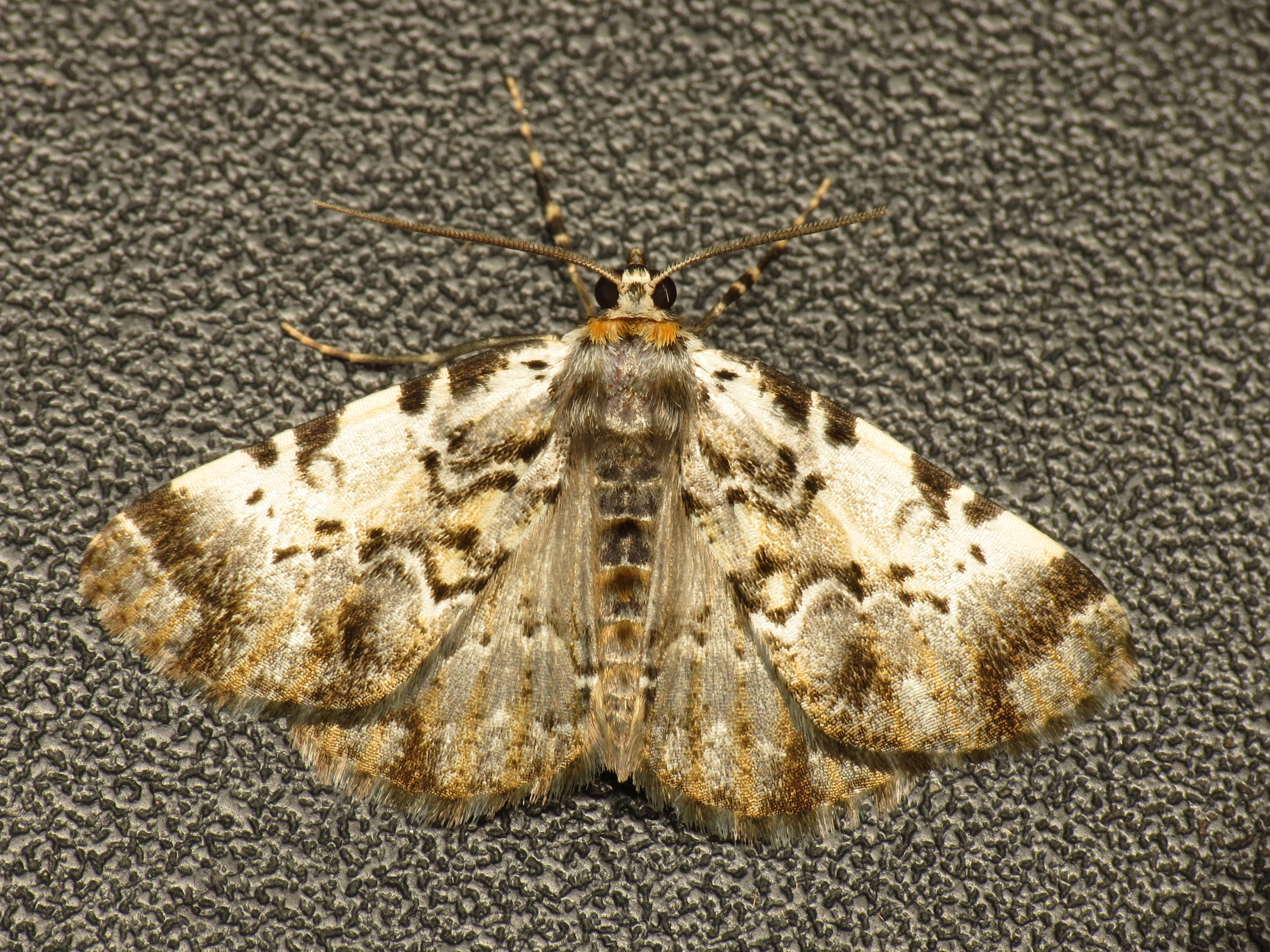
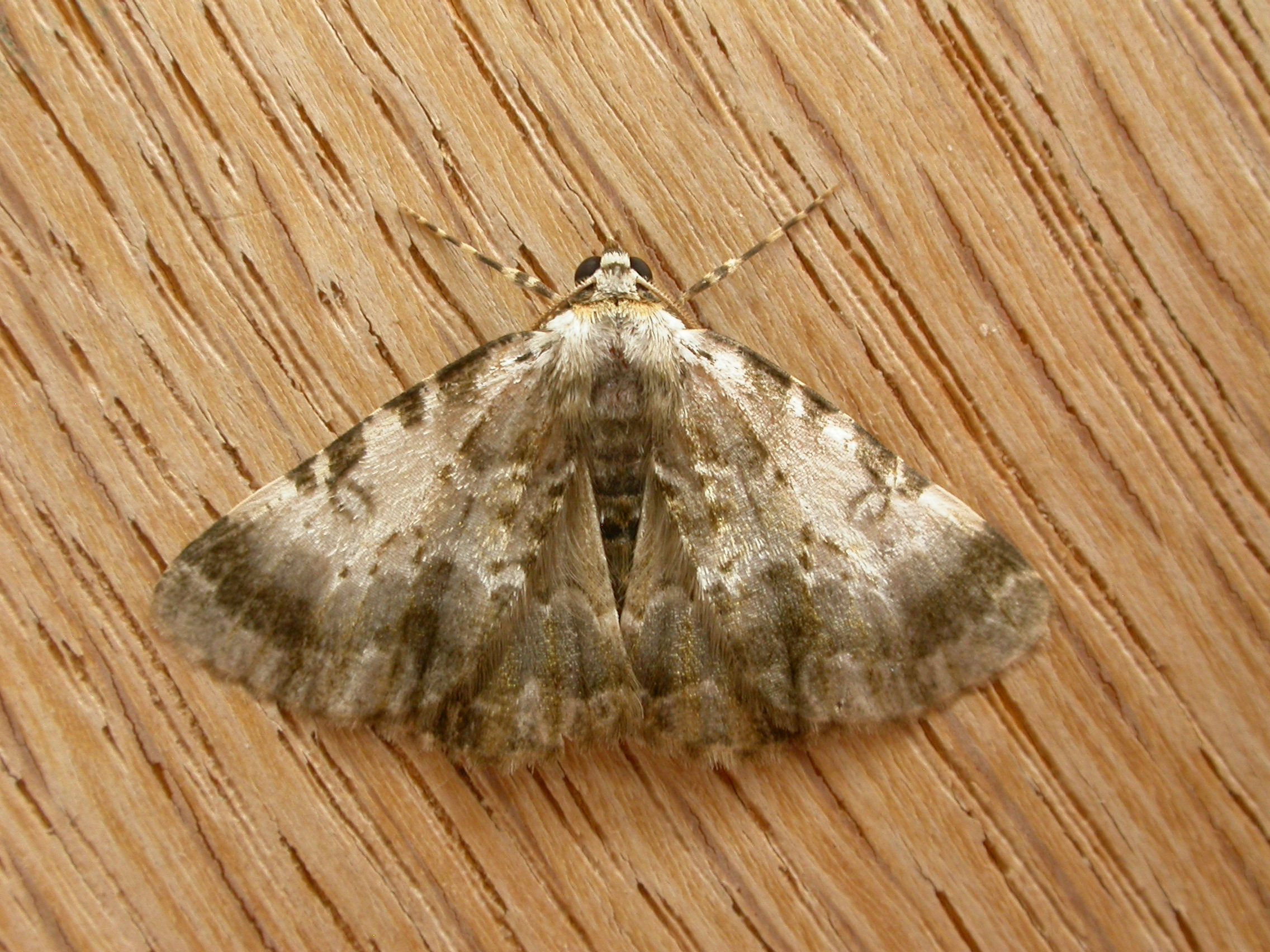
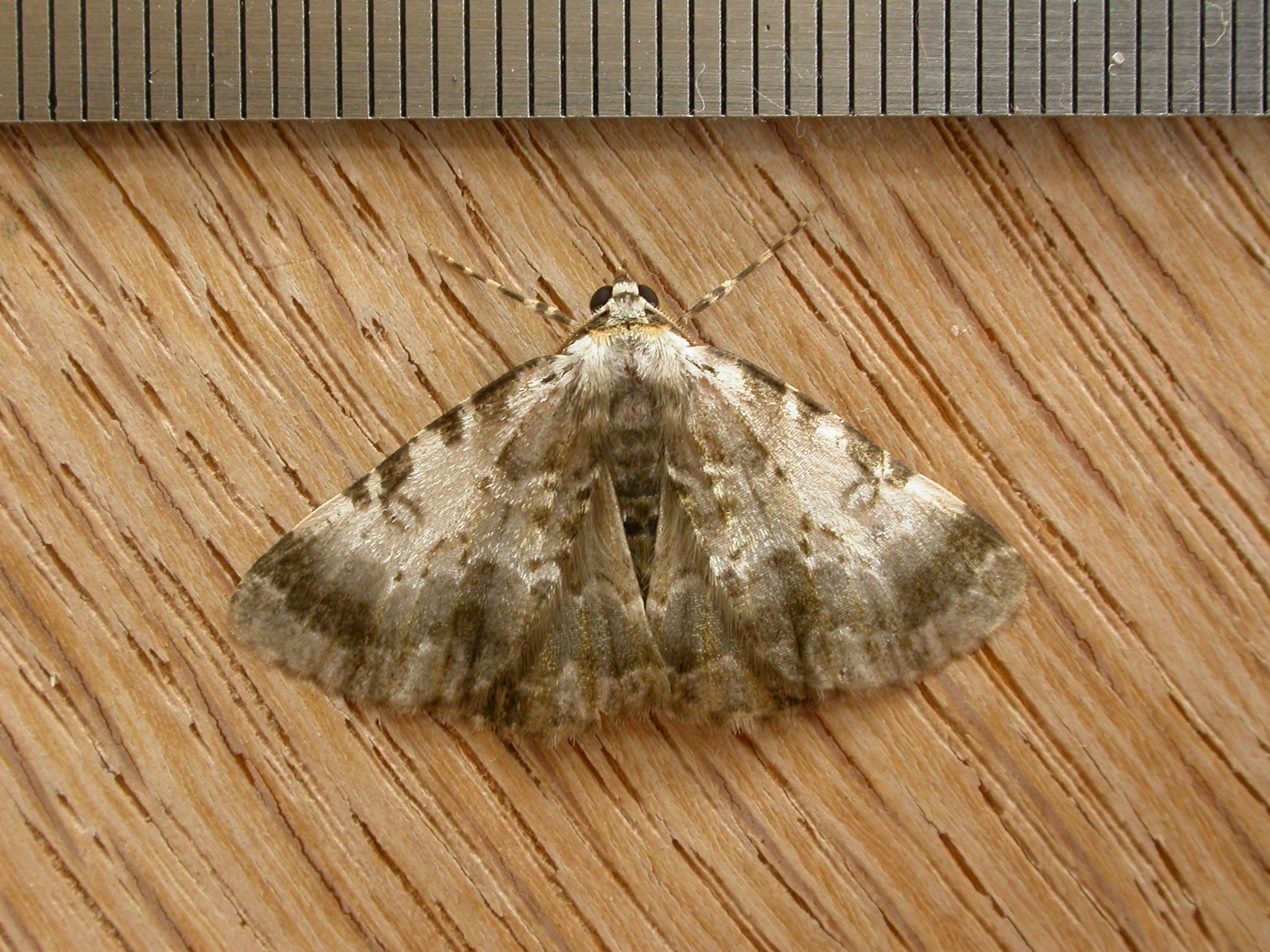

## Các loài
- Rhuma argyraspis (Lower, 1893)
- Rhuma divergens (Goldfinch, 1929)
- Rhuma subaurata Walker, 1860
- Rhuma thiobapta (Turner, 1936)